# Thorndon Hall
Thorndon Hall è una casa di campagna inglese situata presso Ingrave, nell'Essex, non distante dalla città di Brentwood. Appartenne alla famiglia Petre. Risalente al 1764, progettata dall'architetto inglese James Paine, di stile georgiano e palladiano, è sita in un parco di 240 ettari di prati e boschi.